# Abu Arish
Abu Arish (arabiska: ابو عريش) är en stad i sydvästra Saudiarabien. Den är belägen vid Röda havet i provinsen Jizan. Vid folkräkningen 2010 hade Abu Arish 61 047 invånare.